# Loài hoang dã

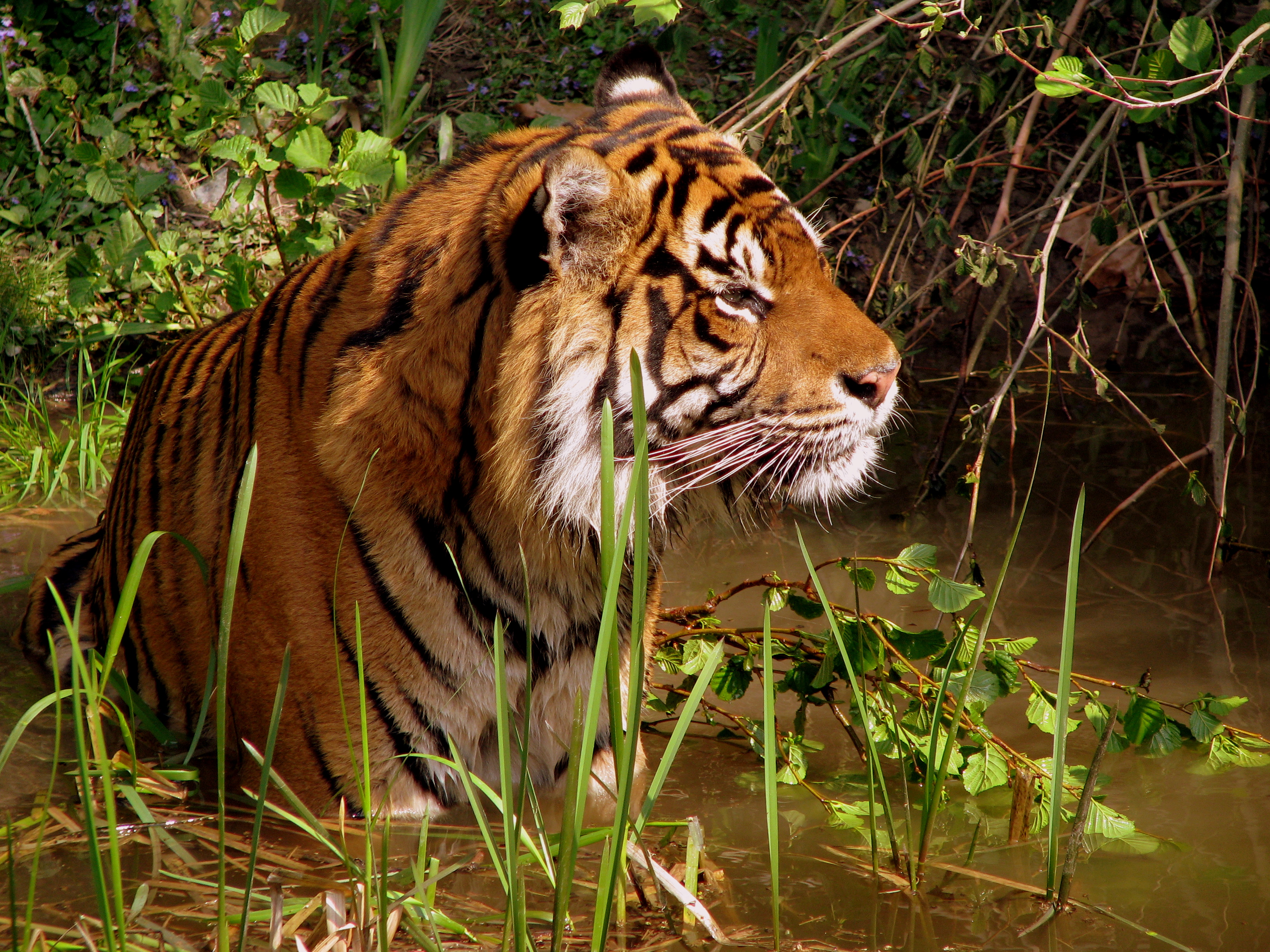
Hổ (Panthera tigris)

Loài hoang dã là nói đến các loài động - thực vật hoặc các sinh vật khác sống trong tự nhiên và chưa được thuần hóa. Loài hoang dã sống ở khắp nơi, trong các hệ sinh thái như sa mạc, đồng bằng, băng cực và cả những khu dân cư đông đúc nhất vẫn có các loài sống hoang dã. Nhưng các hệ sinh thái khác nhau sẽ có mức độ đa dạng loài khác nhau. Tuy khái niệm Loài hoang dã là nói đến các loài không chịu sự tác động của con người, nhưng hầu hết các nhà khoa học đều cho rằng, các loài hoang dã ngày nay đang sống trên khắp Trái Đất đều chịu một sự tác động với một mức nhất định nào đó bởi các hoạt động của con người.

## Bảo tồn loài hoang dã
Tại nhiều nước trên thế giới, các Khu bảo tồn, Vùng được bảo vệ hoặc các Vườn quốc gia đã được thiết lập để bảo vệ các loài hoang dã cũng như bảo vệ môi trường sống tự nhiên của chúng. Các khu bảo tồn này được phân theo cấp độ quốc gia hoặc cấp độ quốc tế (được công nhận bởi tổ chức UNESCO).

## Hình thức bảo tồn
Việc bảo tồn các loài hoang dã được thực hiện dưới hai hình thức phổ biến là Bảo tồn nội vi (In-situ conservation) và Bảo tồn ngoại vi (ex-situ conservation).

### Bảo tồn tại chỗ
Bảo tồn tại chỗ được hiểu là quá trình bảo tồn một loài nào đó tại nơi cư trú tự nhiên (on-site conservation) của nó, bao gồm việc bảo vệ khu vực sinh sống từ các tác động bên ngoài hoặc bảo vệ loài này khỏi các loài săn mồi. Lợi ích việc bảo tồn tại chỗ là duy trì được sự tái lập các quần thể ở tại nơi mà chúng đã phát triển các đặc điểm riêng biệt của chúng.
Bảo tồn các loài hoang dã được chủ yếu dựa vào công tác bảo tồn tại chỗ. Việc này đi liền với việc bảo vệ nơi cư trú của các loài hoang dã. Và như vậy phải duy trì các khu bảo tồn đủ lớn để loài được bảo tồn có thể tồn tại với số lượng lớn. Kích thước quần thể phải đủ lớn để có thể duy trì sự đa dạng gen cần thiết cho việc tiếp tục thích nghi và tiến hoá của quần thể, duy trì sự sống còn của loài. Kích thước khu vực bảo tổn có thể xác định dựa trên mật độ quần thể trong điều kiện xuất hiện tự nhiên.

### Bảo tồn ngoại vi
Bảo tồn ngoại vi là kế sách cuối cùng được dùng đối với một số hoặc tất cả quần thể, khi mà việc bảo tồn tại chỗ trở nên quá khó hoặc bất khả thi.
Bảo tồn ngoại vi, trên lý thuyết, là quá trình bảo tồn ở bên ngoài nơi cư trú tự nhiên (of-site conservation) của một loài nào đó. Đây là quá trình bảo vệ một loài nguy cấp bằng cách chuyển một phần quần thể từ nơi cư trú bị đe dọa và đưa đến một chỗ mới, có thể là một khu vực hoang dã hoặc một khu vực có sự chăm sóc của con người. Bảo tồn ngoại vi bao gồm cả những phương pháp cổ điển và phổ biến nhất như các vườn thú, các trang trại bảo tồn,... nó cũng bao gồm các phương pháp mới và hiện đại nhất như các phương pháp nuôi cấy, lưu trữ gen trong phòng thí nghiệm.